# Табуле

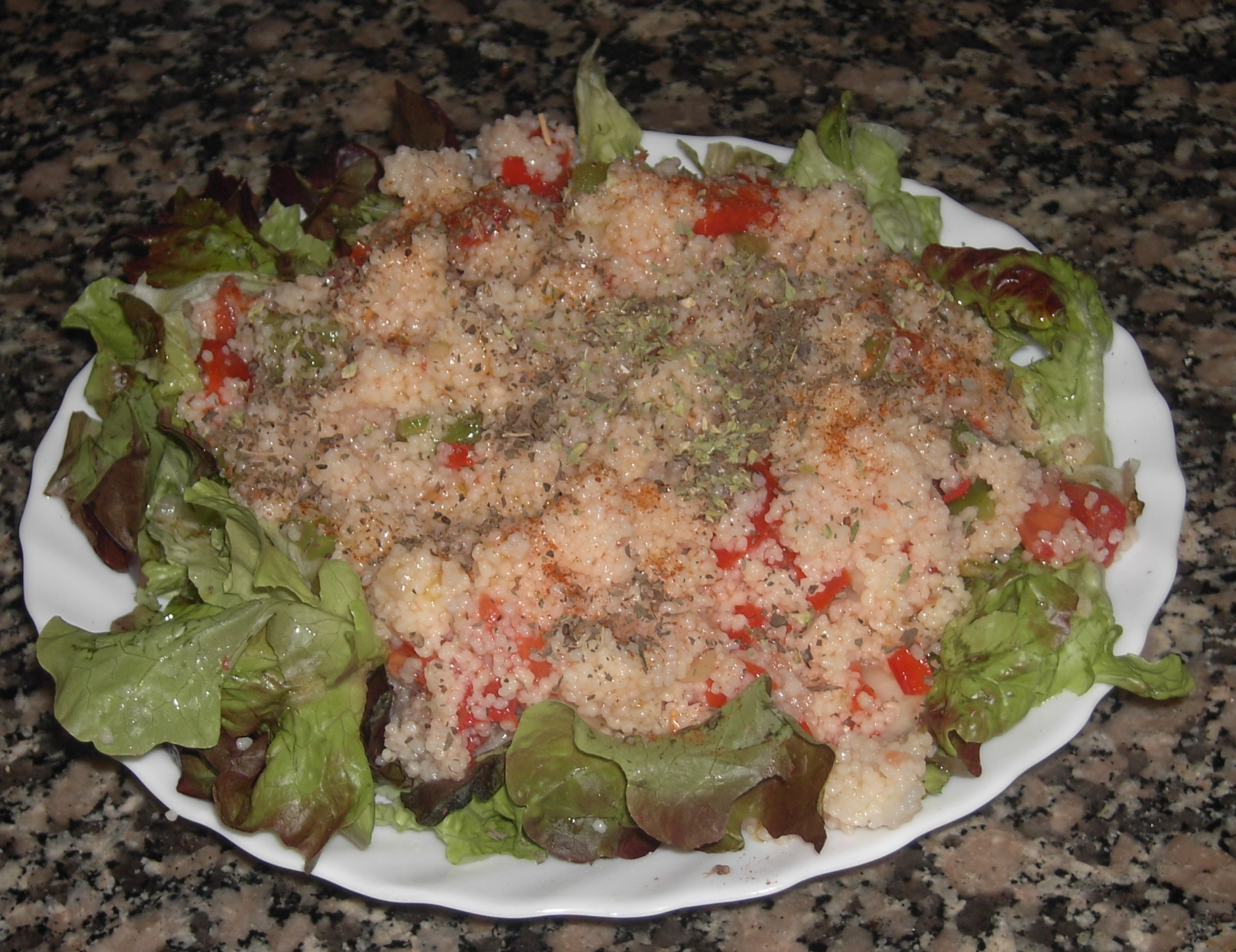
Табуле на листьях салата

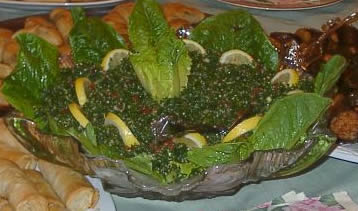
Сирийский табуле с листьями салата и ломтиками лимона

Табу́ле́ (араб. تبولة‎, ивр. טאבולה‎), — восточный салат, закуска. Основными ингредиентами являются булгур и мелко порубленная зелень петрушки. Иногда вместо булгура используется кускус. Родиной табуле являются такие страны, как Ливан и Сирия, где он нередко подаётся на листьях салата.
Помимо булгура и петрушки, в состав табуле могут входить мята, помидоры, зелёный лук, прочие травы и специи. Табуле заправляется лимонным соком с оливковым маслом. Булгур готовят почти до готовности, после чего ему дают немного остыть. Булгур тонкого помола используется без варки после короткого замачивания. Листья петрушки отделяют от веточек (используются только листья) и мелко рубят. Прочие овощи (помидоры, зелёный лук) мелко режут. Тёплый булгур заправляют лимонным соком и оливковым маслом, солью, перцем и прочими специями, и к нему добавляют петрушку и овощи.
Самая большая из известных чаш салата табуле была сделана 9 июня 2006 года в городе Рамалле и весила больше полутора тонн. Этот рекорд попал в «Книгу рекордов Гиннесса».